# Сони Ериксон K850
Сони Ериксон K850 је Сони Ериксонов модел телефона из К серије са камером од 5 мегапиксела, у продаји од октобра 2007. То је први модел овог произвођача који подржава microSD и microSDHC меморијске картице као и традиционалне Сонијеве М2 картице. Новина су три навигациона сензора осетљива на додир испод екрана и уместо џојстика уведен је нови тастер за навигацију око тастера 2 и 5.

## Дизајн и особине
На телефону је додато ново дугме десно са стране у Cyber-shot линији: то је прекидач који служи за одабир између фотографисања, снимања видеа или фото-албума. телефон је доступан у бојама: Luminous Green, Velvet Blue и Quicksilver Black.
Кључне особине модела:
- 3G видео позив
- камера са ксенонским блицом, и особином фотографисања без појаве „црвених очију“, и три LED светиљке за осветљење током снимања видеа.
- 2.0 (100 m)
- Претраживање интернета са NetFront браузером
- Веома брз 3.5G интернет (са брзином од 3.6Mbit/s за download i 384kbit/s за upload података.
- Подршка више аудио формата:
- Навигација кроз медија центар је урађена по узору на XrossMediaBar која се користи код
- Видео-плејер са опцијом за успорено приказивање видеа.

## Камера
Камера поседује 5 мегапиксела, и 16x дигитални зум. Ксенонски блиц, и три ЛЕД светла за снимаље видеа и аутофокус. У камера моду тастери 3, 6, 9, и # постају пречице за подешавања камере (3: избор мода сликања, нормалан, BestPic, panorama, ili sa ramovima; 6: одабир начина за сликање у зависности какво је време, да ли ноћ, или пак има превише светлости, да ли сликамо пејзаж или документ; 9: тајмер; #: подешавање блица.)
Помоћу програма Photo Fix и Face Warp (који су уграђени у телефон) могуће је лако подешавати осветњеност фотографија и контраст.
Видео-снимци израђују се у резолуцији од QVGA (320×240)@ 30 фрејма у секунди.(Ради поређења: K800 израђује видео-снимке у резолуцији: QCIF (176x144) @ 15 сличица у секунди.)
Камера подржава Фота и видео стабилизатор тако да је мала вероватноћа да се на фотографијама и видео-записима појаве замагљења.

## Варијанте
- за интернационално тржиште (UMTS / HSDPA tri band: UMTS 850, UMTS 1900, UMTS 2100; GSM / GPRS / EDGE quad band GSM 850, GSM 900, GSM 1800, GSM 1900)
- за кинеско тржиште (не подржава GSM/GPRS/EDGE 900/1800/1900, и нема камеру са предње стране).

## Верзије софтвера
- - кад се појавио на тржишту.